# Saleh Soliman
Saleh Soliman (àrab: صالح سليمان)  (Tantā, 24 de juny de 1916) fou un aixecador egipci que va competir durant la dècada de 1930.
El 1936 va prendre part en els Jocs Olímpics de Berlín, on guanyà la medalla de plata en la competició del pes ploma del programa d'halterofília.